# Pipin II. Akvitanski
Pipin II. Mlađi (rođen 823.) bio je akvitanski kralj. Njegov je otac bio Pipin I., kralj Akvitanije, a majka gospa Ingeltruda, kći Teodoberta, grofa Madriea.
Preko svoga oca, Pipin je bio unuk cara Ludviga I. Pobožnog.
Nakon smrti Pipina I., akvitanski su plemići odabrali Pipina II. za vladara, što je bilo suprotno volji cara Ludviga Pobožnog (Luj I.), koji je Akvitaniju dao Pipinovom polustricu Karlu Ćelavom.